# S13 (Georgië)
De S13 (Georgisch: საერთაშორისო მნიშვნელობის გზა ს13, Saertashoriso mnishvnelobis gza S13, weg van internationaal belang), ook bekend als Achalkalaki - Kartsachi (grens van de Republiek Turkije), is een 36,5 kilometer lange hoofdroute binnen het Georgische wegennet.

## Route
De weg begint vanaf de S11 aan de noordkant van de stad Achalkalaki en gaat als tweebaans autoweg door het hoogland van de regio Samtsche-Dzjavacheti naar de grens met Turkije bij Kartsachi. Na de Turkse grens gaat de weg verder als 75-02 naar de D010 bij Çıldır. De weg ligt op ruim 1.700 meter boven zeeniveau en is onderdeel van de kortste route tussen Armenië en Turkije.

## Achtergrond
In 1996 werd het nummer Sh21 aan deze weg toegekend. Vóór de invoering van het Georgische wegnummeringssysteem was de weg ongenummerd. In 2011 werd de Sh21 gepromoveerd tot weg van internationaal belang S13 toen de bouw van een nieuwe grensovergang naar Turkije tussen Kartsachi en Aktaş werd overeengekomen.

### Grensovergang
Sinds de jaren 1990 lag er een intentieverklaring voor een derde Georgisch-Turkse grensovergang. Door de aanleg van de Bakoe-Tbilisi-Kars spoorlijn vanaf 2007 werd deze extra grensovergang gerealiseerd. In 2015 werd de grensovergang bij Karstachi geopend, waarmee de S13 de derde Georgische hoofdweg naar Turkije werd en de kortste route tussen Armenië en Turkije. De weg Achalkalaki - Kartsachi werd gepromoot als een belangrijke verbindingsroute tussen Armenië en Turkije. De verbinding tussen de twee landen met werd 57 kilometer verkort vergeleken met de E691 (S11/S8) via de grensovergang bij Vale.

## Foto's

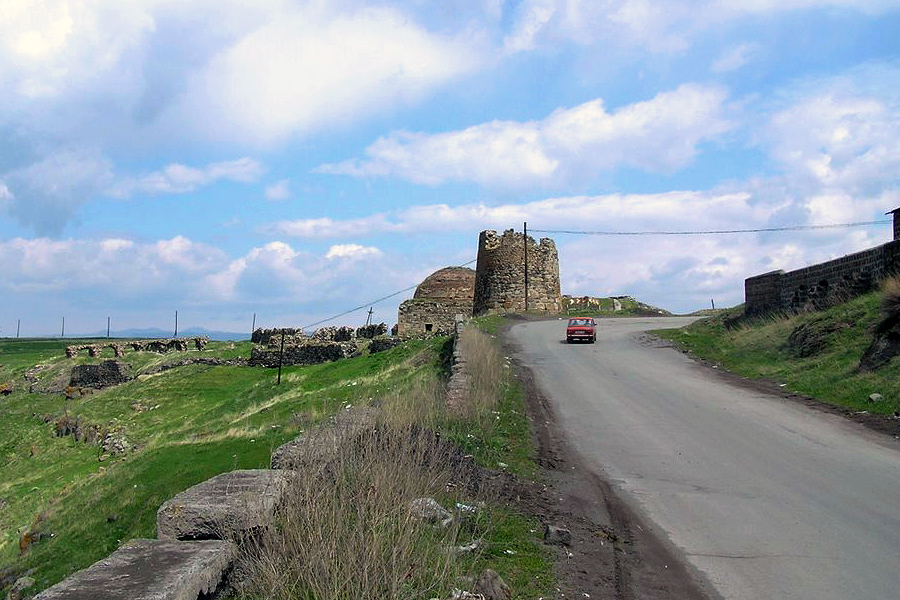
Begin bij fort Achalkalaki
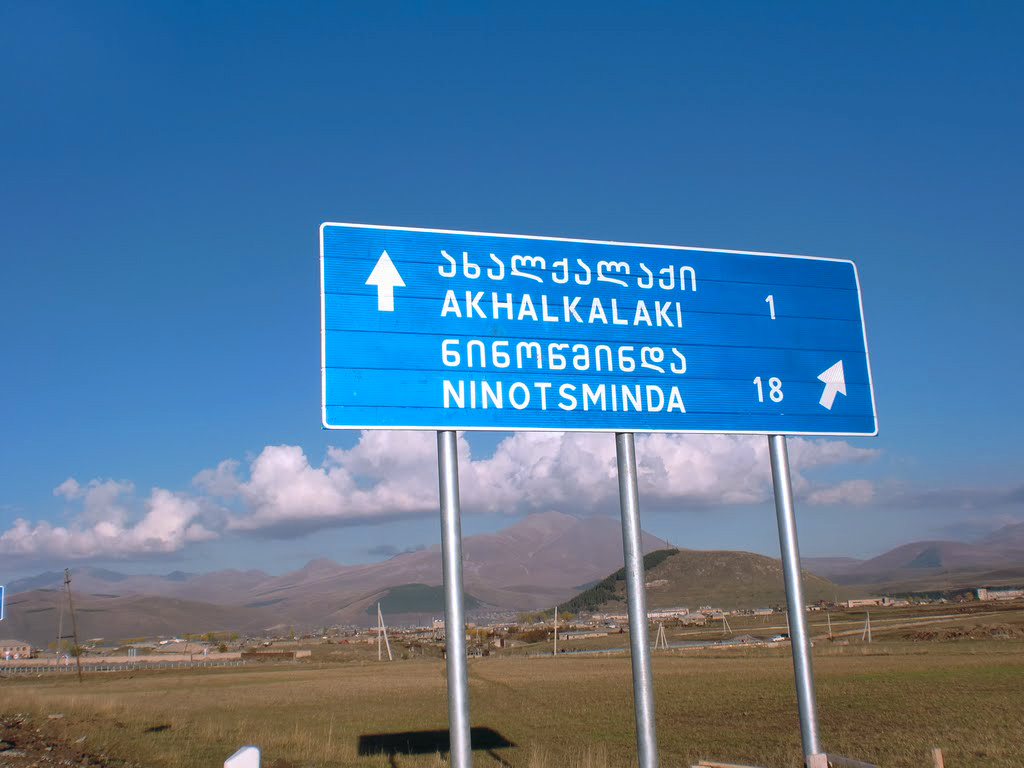
Achalkalaki Bypass weg
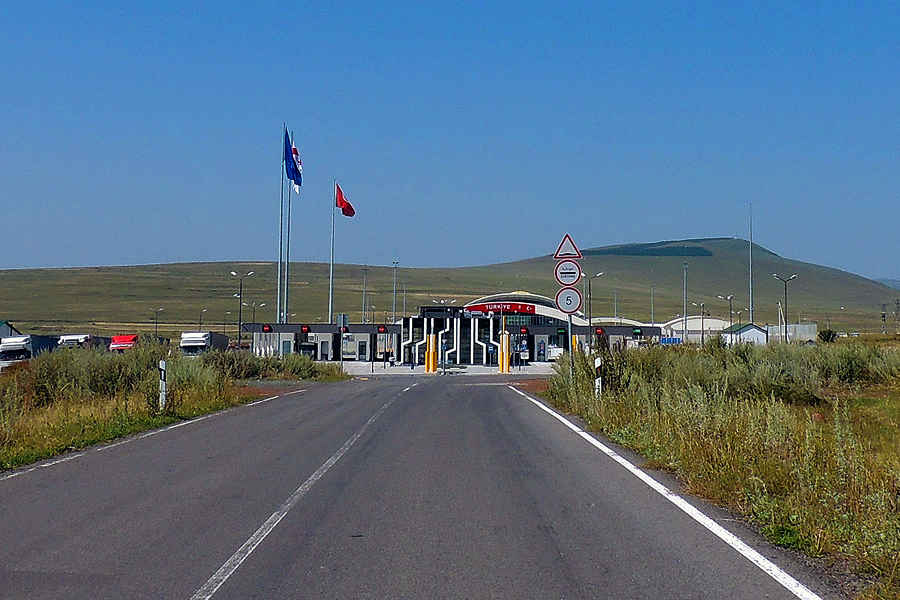
Kartsachi grensovergang